# دنيس هيل
دنيس هيل (بالإنجليزية: Dennis Hill)‏ (16 أغسطس 1929 في المملكة المتحدة - ) هو لاعب كرة قدم بريطاني في مركز جناح ‏. لعب مع برمنغهام سيتي ونادي بيرتن ألبيون وماتلوك تاون ‏ ودارلاستون تاون.